# حكومة المملكة المتحدة
حكومة المملكة المتحدة (بالإنجليزية: Government of the United Kingdom)‏، ويُشار إليها رسميًا وبشكل عام باسم حكومة صاحب الجلالة (بالإنجليزية: His Majesty's Government)‏، هي الحُكومة المركزية للمملكة المتحدة لبريطانيا العظمى وأيرلندا الشمالية. يقود الحكومة المركزية رئيس الوزراء (يشغل المنصب حاليًا كير ستارمر والذي يتولى مُهمة اختيار جميع الوزراء في حُكومته. يُشكل رئيس الوزراء وكبار الوزراء في حُكومته ما يُسمى مجلس وزراء المملكة المتحدة.

البرلمان البريطاني

تعتمد الحكومة على البرلمان في سن التشريعات الأولية، ومُنذ قانون البرلمانات المُحددة المدة لعام 2011، تُجرى الانتخابات العامة كل خمس سنوات لانتخاب مجلس عموم جديد، وذلك ما لم يكن هُناك تصويت ناجح بحجب الثقة عن الحُكومة أو تصويت نسبة الثلثين من أعضاء مجلس العموم على قرار إجراء انتخابات مُبكرة (كما كان الحال في عام 2017)، وفي هذه الحالة الأخيرة تُجرى انتخابات مُبكرة في أقرب وقت. بعد انعقاد الانتخابات، يختار الملك (حاليا الملك تشارلز الثالث) رئيسا للوزراء، ويقع الاختيار في الغالب على زعيم الحزب ذي أغلبية أعضاء مجلس العُموم.
بموجب الدستور البريطاني غير المُدون، تعود السلطة التنفيذية إلى الملك، على الرغم من أن هذه السلطة لا تمارس إلا من قبل، أو بناءً على مشورة رئيس الوزراء ومجلس الوزراء. يُقدم أعضاء مجلس الوزراء المشورة للملك بحُكم عُضويتهم في مجلس الملك الخاص. في مُعظم الحالات، يُمارس الوزراء السلطة التنفيذية بشكل مُباشر كرُؤساء للإدارات الحكومية.
يشار إلى الحكومة أحيانًا باسم ويستمينستر (بالإنجليزية: Westminster)‏، نظرًا لوجود العديد من مكاتب الحكومة في هاته المنطقة، كما يستعمل أعضاء الحكومة الإسكتلندية [الإنجليزية] والحكومة الويلزية والسلطة التنفيذية لأيرلندا الشمالية [الإنجليزية] هاته التسمية لتمييزها عن المكاتب الخاصة بهم.

## التاريخ
نظام الحُكم في المملكة المتحدة نظام ملكي دستوري لا يتخذ فيه الملك الحاكم (أي الملك أو الملكة التي تتولى رئاسة الدولة في أي وقت) أي قرارات سياسية مفتوحة، حيث تتخذ الحكومة والبرلمان جميع القرارات السياسية. هذه الحالة الدستورية من الحُكم جاءت كنتيجة لسلسلة طويلة من القوانين التي ساهمت في تقييد وتقليص السلطة السياسية للملك، بدءًا من الوثيقة العظمى في سنة 1215.
مُنذ بداية عهد إدوارد السابع في عام 1901، كان رئيس الوزراء دائمًا عُضوًا مُنتخبًا في البرلمان، وبالتالي فهُو مسؤول بشكل مُباشر أمام مجلس العموم، وينطبق هذا الأمر كذلك على وزير المالية. حيث أنه من غير المقبول سياسيًا إلقاء خطاب الميزانية في مجلس اللوردات، مع عدم قُدرة النواب على استجواب المُستشار مباشرة، خاصة وأن اللوردات الآن يتمتعون بسُلطات محدودة للغاية بشأن الفواتير المالية. كان اللورد دينمان آخر وزير للخزانة يشغل في نفس الوقت منصب عُضو في مجلس اللوردات، وقد شغل حينها منصب وزير المالية مُؤقتا لمُدة شهر واحد في عام 1834.

## حكومة جلالة الملك والتاج
يُعد الملك في بريطانيا (حاليًا تشارلز الثالث)، رأس الدولة والسيادة، إلا أنه ليس رئيس الحكومة. لا يقوم الملك بدور مباشر يُذكر في حكم البلاد ويظل مُحايدًا في الشؤون السياسية. ومع ذلك، فإن سلطة الدولة المخولة للملك، والمعروفة باسم التاج، تظل مصدر السلطة التنفيذية التي تمارسها الحكومة.
بالإضافة إلى السلطة القانونية الصريحة، يمتلك التاج أيضًا مجموعة من الصلاحيات في بعض الأمور المعروفة بشكل جماعي بالامتياز الملكي. وتتراوح هذه الصلاحيات من سُلطة إصدار جوازات السفر أو سحبها إلى إعلان الحرب. بموجب اتفاقية طويلة الأمد، تُفوض مُعظم هذه الصلاحيات من الملك إلى وُزراء مختلفين أو مسؤولين آخرين في التاج، والذين قد يستخدمونها دون الحاجة لمُوافقة من البرلمان.
يعقد رئيس الوزراء اجتماعات أسبوعية مع الملك، حيث إن هذا الأخير «له كامل الحق والواجب في التعبير عن آرائه في الشؤون الحكومية. تظل هذه الاجتماعات سرية للغاية، كما هو الحال مع جميع الاتصالات بين الملك وحكومته. بعد إعراب الملك عن آرائه، يلتزم هذا الأخير بنصائح وزرائه ».
تشمل الصلاحيات الملكية، على سبيل المثال لا الحصر، ما يلي :

### الصلاحيات الداخلية
- سلطة تعيين وإقالة رئيس الوزراء، حيث أن هذه السلطة يمارسها الملك نفسه. بموجب العُرف، يُعين الملك في هذا المنصب الشخص الذي من المُرجح أن يكون قادرًا على كسب ثقة الأغلبية في مجلس العموم.
- سلطة تعيين وإقالة الوزراء الآخرين، حيث يُمارس الملك هذه السلطة بناءً على مشورة رئيس الوزراء.
- سلطة المُوافقة على القوانين وسنّها من خلال منح الموافقة الملكية على مشاريع القوانين التي يُقرها البرلمان، وهو أمر مطلوب حتى يُصبح القانون ساريًا. كما يمتلك الملك أيضًا من الناحية النظرية سُلطة رفض الموافقة على هاته القوانين، على الرغم من أن هاته الواقعة برفض الملك الموافقة على مشروع قانون أقره البرلمان، لم تحدُث مُنذ عام 1708 في عهد الملكة آن.
- سلطة منح وإصدار التفويضات لضباط الصف في القوات المسلحة.
- سلطة قيادة القوات المسلحة، حيث يُمارس مجلس الدفاع البريطاني [الإنجليزية] هذه السلطة باسم الملك.
- سلطة تعيين أعضاء المجلس الخاص للمملكة المتحدة.
- سلطة إصدار أو تعليق أو إلغاء أو سحب أو حجز جوازات السفر البريطانية، والسلطة العامة لتوفير أو رفض تسهيلات للحُصول على جوازات السفر البريطانية للمواطنين البريطانيين والأشخاص ذوي الجنسية البريطانية. يُمارس هذه السلطة وزير الداخلية في المملكة المتحدة (ولكن ليس بالضرورة في جزيرة مان أو جزر القنال أو أقاليم ما وراء البحار البريطانية).
- سلطة العفو عن أي قناعة (الامتياز الملكي للرحمة).
- سلطة منح وإلغاء أي درجات شرف.
- سلطة إنشاء الشركات بموجب ميثاق ملكي، وتعديل واستبدال وإلغاء المواثيق القائمة.

### الصلاحيات الخارجية
- سلطة عقد المعاهدات والتصديق عليها.
- سلطة إعلان الحرب وإبرام السلام مع الدول الأخرى.
- سلطة نشر القوات المسلحة في الخارج.
- سُلطة الاعتراف بالدول.
- صلاحية اعتماد الدبلوماسيين واستقبالهم.

على الرغم من أن المملكة المتحدة ليست لديها وثيقة دستورية واحدة، فقد نشرت الحكومة قائمة الصلاحيات أعلاه في أكتوبر 2003 لزيادة الشفافية، حيث أن بعض السلطات التي تُمارس باسم الملك هي جُزء من الامتياز الملكي. ومع ذلك، فإن المدى الكامل للسلطات الملكية لم يُحدد بالكامل، حيث أن العديد منها نشأ في العادات القديمة خلال فترة الملكية المطلقة، أو تم تعديلها من خلال المُمارسة الدستورية اللاحقة.

## الوزراء والإدارات

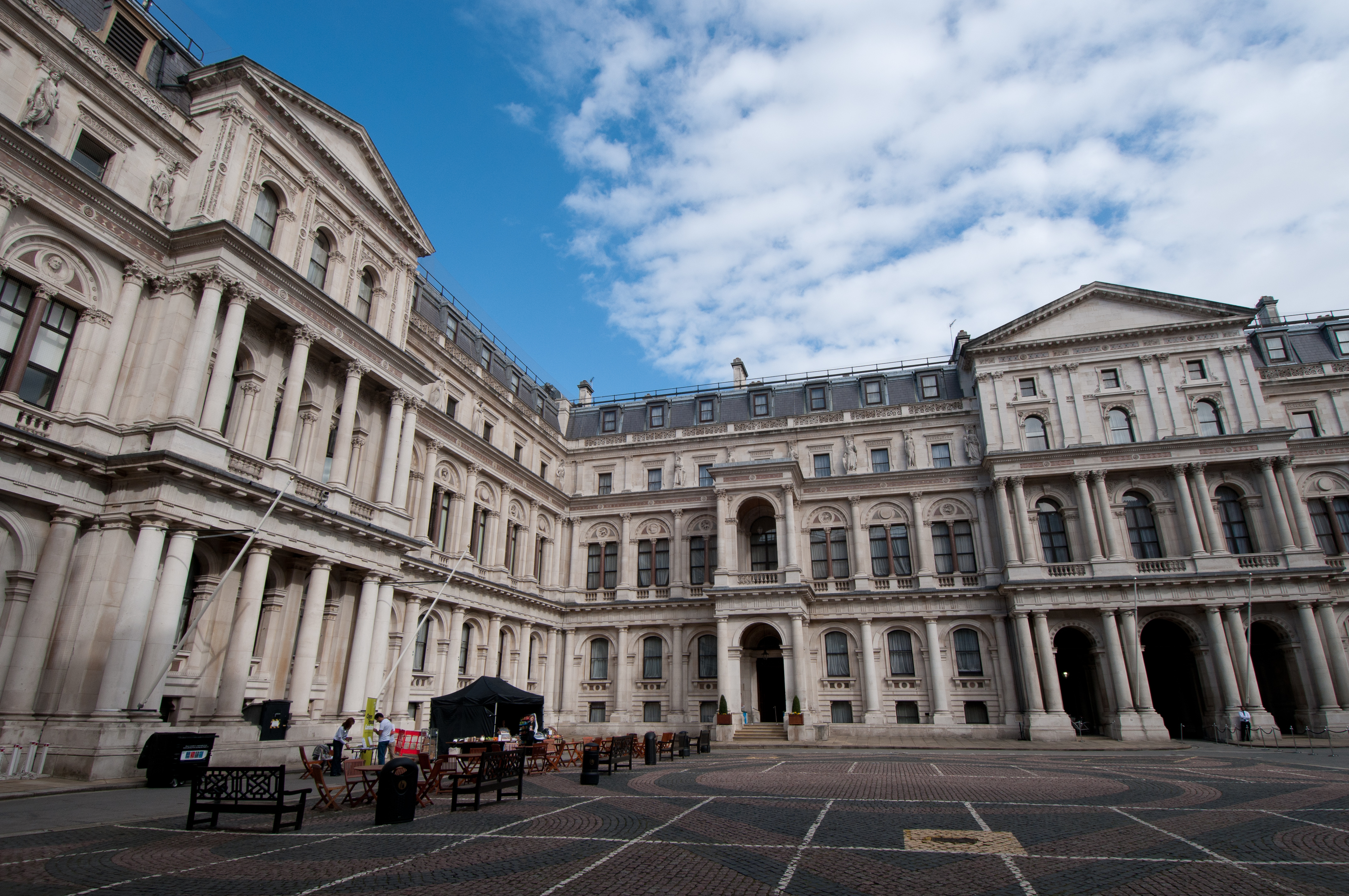
وزارة الخارجية في لندن

اعتبارًا من عام 2019، هُناك حوالي 120 وزيرًا حكوميًا، وما مجموعُه 560 ألف مُوظف حكومي وموظفين آخرين يعملون في 25 إدارة وزارية والوكالات التنفيذية لهاته الإدارات. هناك أيضًا 20 إدارة إضافية غير وزارية لها مجموعة من المسؤوليات الإضافية.
نظريًا، لا يلزم أن يكون الوزير في الحكومة عضوًا في أي من مجلسي البرلمان. إلا أنه في الممارسة العملية، اتفق على وجوب أن يكون الوزراء أعضاء إما في مجلس العموم أو مجلس اللوردات لكي يكونوا مسؤولين أمام البرلمان. من وقت لآخر، يُعين رؤساء الوزراء وزراء في المناصب الحكومية لا ينتمون لأي من مجلسي البرلمان. إلا أنه في في السنوات الأخيرة أُلحق هؤلاء الوزراء لمجلس اللوردات.

## الحكومة في البرلمان
يُطلب من الحكومة بموجب النظام البريطاني ولأسباب عملية الحفاظ على ثقة مجلس العموم. يتطلب دعم مجلس العموم للحفاظ على الاعتمادات المالية (عن طريق التصويت من خلال ميزانيات الحكومة) وتمرير التشريعات الأساسية. بموجب الاتفاقيات أيضا، إذا فقدت الحكومة ثقة مجلس العموم، فعليها إما الاستقالة أو الدعوة لإجراء انتخابات عامة. يُعد دعم مجلس اللوردات غير حيوي، على الرغم من أنه مُفيد للحكومة في تمرير تشريعاتها دون تأخير. لا يُطلب من الحكومة الاستقالة حتى لو فقدت ثقة مجلس اللوردات وهُزمت في الأصوات الرئيسية في ذلك المجلس، الأمر الذي يجعل من مجلس العموم المسؤول عن هذا الأمر.
يُحاسب البرلمان رئيس الوزراء من خلال نظام أسئلة رئيس الوُزراء [الإنجليزية]، جيث يُتيح هذا النظام الفرصة أمام النواب من جميع الأطراف لاستجواب رئيس الوزراء حول أي موضوع كان. هُناك أيضًا أسئلة إدارية تُوجه للوزراء بخُصوص إدارة ووزارة كُل فرد على حدة، حيث على عكس نظام أسئلة رئيس الوُزراء، يُمكن لكل من الوزراء في مجلس الوُزراء والوزراء الصغار داخل الإدارات الحُكومية الإجابة نيابة عن الحكومة، اعتمادًا على موضوع السؤال.
أثناء المُناقشات التي تُجرى حول التشريعات التي تقترحها الحكومة، يقود الوُزراء الذين يهُمهم مشروع القانون النقاش نيابة عن الحكومة، ويردون على النقاط التي طرحها سواء النواب مجلس العموم أو أعضاء مجلس اللوردات.
تقوم اللجان في كل من مجلس العموم ومجلس اللوردات بمُساءلة الحكومة، والتدقيق في عملها، ودراسة مقترحات التشريعات بالتفصيل. وفي هذا الصدد، يمثُل الوزراء أمام اللجان للإدلاء بشهادتهم والإجابة على الأسئلة.
كما يُطلب من وزراء الحكومة بموجب القانون الوزاري [الإنجليزية]، عند انعقاد البرلمان، الإدلاء بخطابات مُتعلقة بسياسة الحكومة أو القضايا ذات الأهمية الوطنية للبرلمان. هذا الأمر يسمح للنواب أو اللوردات باستجواب الحكومة بشأن هاته الخطابات أو البيانات. عندما تختار الحكومة بدلاً من ذلك إصدار هاته البيانات خارج البرلمان، فإنها غالبًا ما تكون موضوع انتقادات كبيرة من أعضاء البرلمان ورئيس مجلس العموم.

## الموقع

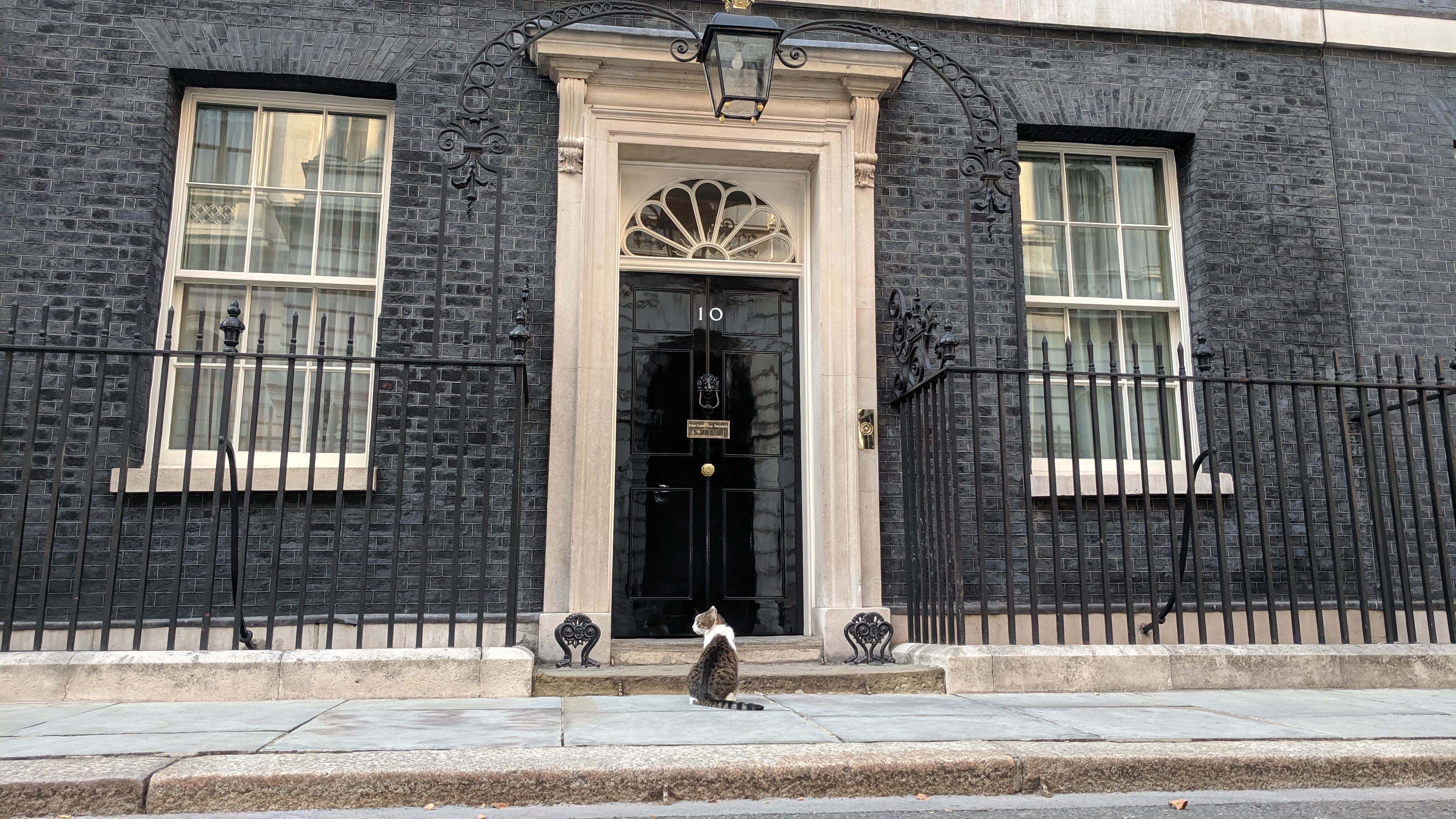
المدخل الرئيسي ل 10 داونينج ستريت، مقر إقامة ومكاتب اللورد الأول لخزينة جلالة الملك

يقع مقر رئيس الوزراء في 10 داونينغ ستريت في وستمنستر في لندن، وتُعقد اجتماعات مجلس الوزراء هناك أيضًا. يقع مقر مُعظم الإدارات الحكومية في مكان قريب في وايتهول.

## الحكومات المفوضة
منذ عام 1999، نُقلت صلاحيات مُعينة من الحكومة المركزية إلى الحكومات المُفوضة في إسكتلندا وويلز وأيرلندا الشمالية. هاته الحُكومات ليست جزءًا من حكومة صاحبة الجلالة، وكُل حكومة مسؤولة مباشرة أمام مؤسساتها الخاصة، مع سلطتها الخاصة تحت التاج البريطاني. في المُقابل، لا توجد حكومة مفوضة في إنجلترا.

## الحكومات المحلية

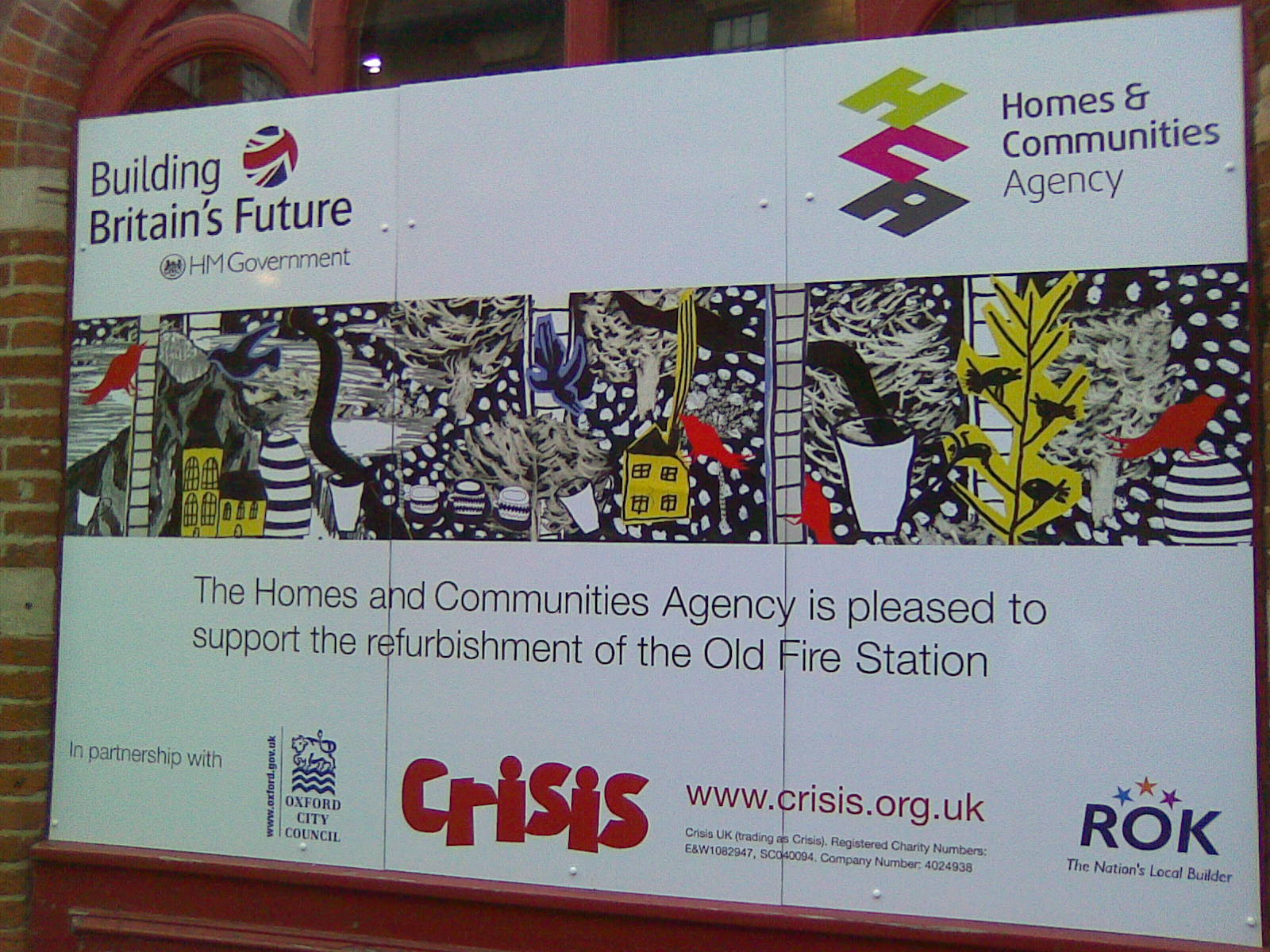
إشعار تجديد في Old Fire Station، أكسفورد، يوضح دعم حكومة صاحبة الجلالة.

هُناك 3 طبقات من السلطات المحلية المنتخبة (مثل مجالس المقاطعات والأقاليم ومجالس الأبرشيات [الإنجليزية]) في جميع أنحاء المملكة المتحدة، وفي بعض الأماكن اندمجت هاته المجالس في سلطات وحدوية. لدى هاته المجالس سلطات محدودة في جمع الضرائب المحلية. تتمتع العديد من السلطات والوكالات الأخرى أيضًا بسُلطات قانونية، تخضع عمومًا لإشراف الحكومة المركزية.

## حدود سلطات الحكومة
تشمل صلاحيات الحكومة السلطات التنفيذية والتشريعية العامة، والتشريعات المفوضة [الإنجليزية]، وصلاحيات التعيينات في المناصب. ومع ذلك، فإن التعيينات في بعض المناصب العُليا (على سبيل المثال قُضاة صاحبة الجلالة والسلطات المحلية والمُفوضيات الخيرية)، مستقلة قانونًا عن الحكومة، والسلطات الحكومية محدودة قانونًا بتلك التي يحتفظ بها التاج بموجب القانون العام أو الممنوحة والمحدودة بموجب قانون صادر عن البرلمان، وتخضع للقوانين الأوروبية والاختصاصات التي تُحددها هاته القوانين. تُعد القيود الموضوعية والإجرائية قابلة للتنفيذ في المحاكم عن طريق المُراجعة القضائية.
ومع ذلك، لدى الحُكومة سُلطة القبض على القضاة ورؤساء البلديات بتُهم الفساد وتقديمهم للمُحاكمة. ولدى الحكومة أيضا صلاحية تعيين مُفوضين لها في السلطات المحلية للإشراف على عملها، وإصدار التوجيهات التي يجب أن تلتزم بها السلطات المحلية، إذا كانت هاته الأخيرة لا تلتزم بالتزاماتها القانونية.
على النقيض من ذلك، لا يمكن مُقاضاة مسؤولي الاتحاد الأوروبي على أي أعمال نفذوها في إطار أداء واجباتهم الرسمية، ويشمل هذا الأمر أيضا دبلوماسيي الدول الأجنبية (لا يشمل الأمر موظفي هاته الدول) والأعضاء الأجانب في البرلمان الأوروبي، حيث أن هؤلاء مُحصنين من المُلاحقة القضائية في المملكة المتحدة تحت أي ظرف من الظروف. نتيجة لذلك، لا يتعين على هيئات الاتحاد الأوروبي ولا الدبلوماسيين دفع الضرائب، لأنه لن يكون من المُمكن مقاضاتهم بتهمة التهرب الضريبي. تسبب هذا الأمر في نزاع في السنوات الأخيرة عندما ادعى سفير الولايات المتحدة في المملكة المتحدة أن رسوم الازدحام في لندن كانت ضريبة وليست رسومًا (على الرغم من الاسم)، وبالتالي فإنه لم يكن مضطرًا لدفعها، وهي مُطالبة اعترضت عليها هيئة لندن الكبرى.
وبالمثل، فإن الملك مُحصن تمامًا من المُلاحقة الجنائية ولا يجوز مقاضاته إلا بإذن منه (هذا ما يعرف بالحصانة السيادية). لا يُطلب من الملك، بموجب القانون، دفع ضريبة الدخل، لكن الملكة إليزابيث الثانية تدفعها طواعية منذ عام 1993، كما أنها تدفع الأسعار المحلية طواعية. ومع ذلك، يتلقى النظام الملكي أيضًا منحة كبيرة من الحكومة تُسمى منحة الدعم السيادي [الإنجليزية]، وكما أُعفي ميراث الملكة إليزابيث الثانية من والدتها الملكة إليزابيث الملكة الأم من ضريبة الميراث.
بالإضافة إلى السلطات التشريعية، تتمتع حكومة جلالة الملك بنفوذ كبير على السلطات المحلية والهيئات الأخرى التي أنشأتها، من خلال السلطات المالية والمنح. العديد من الوظائف التي تقوم بها السلطات المحلية، مثل دفع مزايا الإسكان ومزايا ضريبة المجلس، يتم تمويلها بالكامل أو جزئيًا من قبل الحكومة المركزية.
لا يُسمح للحكومة المركزية أو السلطات المحلية بمقاضاة أي شخص بتهمة التشهير. إلا أنه يُسمح للسياسيين برفع دعوى قضائية ضد شخص بتهمة التشهير بشكل فردي وبصفة شخصية ودون استخدام أموال الحكومة، ولكن هذا أمر نادر الحدوث نسبيا. ومع ذلك، يعد الإدلاء ببيان كاذب عن أي مرشح انتخابي بغرض تقليل عدد الأصوات التي يحصلون عليها أثناء الانتخابات جريمة جنائية.

## روابط خارجية
- الموقع الرسمي ل10 داونينج ستريت
- القائمة الكاملة للوزراء في حكومة المملكة المتحدة.
- نظرة عامة حول كيفية عمل الحكومة البريطانية.